# Марганець (місто)
Ма́рганець — місто в Україні, адміністративний центр Марганецької міської громади Нікопольського району Дніпропетровської області. Восьме за чисельністю населення місто області, центр видобування і переробки марганцевих руд. Населення — 35 тис. мешканців (2023).

## Етимологія
Назва міста походить від імені мінералу, що видобувається у цій місцевості — марганцю.

## Географія
Місто Марганець розташоване за 114 км від обласного центру та 28,6 км від районного центру, автошляхами Н08, Р73 та Т 0435, у південній частині Дніпропетровської області, в межах Причорноморської низовини. Південна межа міста пролягає за 1,5 км від правого берега річки Дніпро. В межах міста також протікають річки Ревун, Томаківка, в яку впадає річка Балка Велика Кам'янка. У північній частині міста розташоване Миколаївське водосховище. Висота над рівнем моря від 90 до 10 м. Неподалік Марганця розташовані промислові міста Нікополь та Покров.

### Клімат
За класифікацією Кеппена клімат Марганця є вологим континентальним зі спекотним літом (Dfa). Літо переважно спекотне й сухе, зима — м'яка й малосніжна. Місто Марганець входить до південного посушливого, теплого агропромислового регіону. В силу свого географічного положення Марганець знаходиться під впливом повітряних мас, що приходять з Атлантики, Арктичного басейну або сформувалися над великими континентальними територіями Євразії. Для нього характерний помірно-континентальний клімат з посушливим літом і малосніжною зимою.
Середньорічна температура повітря становить +9,2 °C, найнижча вона у січні (в середньому −4,4 °C), найвища — у липні (+22,0 °C). Абсолютний мінімум температури повітря (-34 °C) був зафіксований у 1940 році, абсолютний максимум (40,1 °C) — 10 серпня 1930 року. Норма атмосферних опадів прийнята для міста становить 430 мм. Найбільша середня кількість опадів випадає в Марганці у червні (60 мм), найменша — у жовтні (27 мм). Щорічно в Марганці утворюється сніговий покрив, проте його висота незначна. Відносна вологість повітря в середньому становить 73 %, найменша вона в серпні (62 %), найбільша — у грудні (87 %). Найменша хмарність спостерігається в серпні (3,8 балів), найбільша — у грудні (8,1 балів) за 10-бальною шкалою хмарності. Найбільшу повторюваність у Марганці має північно-східний вітер (17,2 %), найменшу — південно-західний (10,4 %). Найбільша середня швидкість вітру в лютому (3,6 м/с), найменша — влітку (2,0 м/с). Штиль спостерігається в середньому 52 дні на рік, найчастіше літніми ночами.
Істотний вплив на клімат міста чинить антропогенний чинник. Після створення Каховського водосховища значно змінився розподіл атмосферних опадів у зоні впливу водойми. Водосховище також надає термічний вплив на прилеглу територію, сприяючи розвитку додаткових висхідних потоків повітря і має утеплюючий ефект. Середня температура води у Каховському водосховищі влітку біля міста становить +22,3 °C. У спекотні дні температура води сягає +30-31 °C.
| Показники клімату Марганця | Показники клімату Марганця | Показники клімату Марганця | Показники клімату Марганця | Показники клімату Марганця | Показники клімату Марганця | Показники клімату Марганця | Показники клімату Марганця | Показники клімату Марганця | Показники клімату Марганця | Показники клімату Марганця | Показники клімату Марганця | Показники клімату Марганця | Показники клімату Марганця |
| Показник                   | Січень                     | Лютий                      | Березень                   | Квітень                    | Травень                    | Червень                    | Липень                     | Серпень                    | Вересень                   | Жовтень                    | Листопад                   | Грудень                    | Рік                        |
| -------------------------- | -------------------------- | -------------------------- | -------------------------- | -------------------------- | -------------------------- | -------------------------- | -------------------------- | -------------------------- | -------------------------- | -------------------------- | -------------------------- | -------------------------- | -------------------------- |
| Середній максимум, °С      | −2                         | −1                         | 4                          | 13                         | 21                         | 24                         | 25                         | 25                         | 20                         | 12                         | 4                          | 0                          | 12                         |
| Середня температура, °С    | −5,5                       | −4,1                       | 0,8                        | 9,4                        | 16,0                       | 19,6                       | 21,3                       | 20,6                       | 15,4                       | 8,4                        | 2,5                        | −2,1                       | 8,5                        |
| Середній мінімум, °С       | −7                         | −6                         | −1                         | 5                          | 11                         | 15                         | 16                         | 15                         | 11                         | 5                          | 1                          | −3                         | 5                          |
| Норма опадів, мм           | 45                         | 36                         | 34                         | 38                         | 45                         | 59                         | 56                         | 37                         | 36                         | 32                         | 42                         | 52                         | 513                        |

За останні 100—120 років температура повітря в Марганці, так само як і в цілому на Землі, має тенденцію до підвищення.

### Екологія

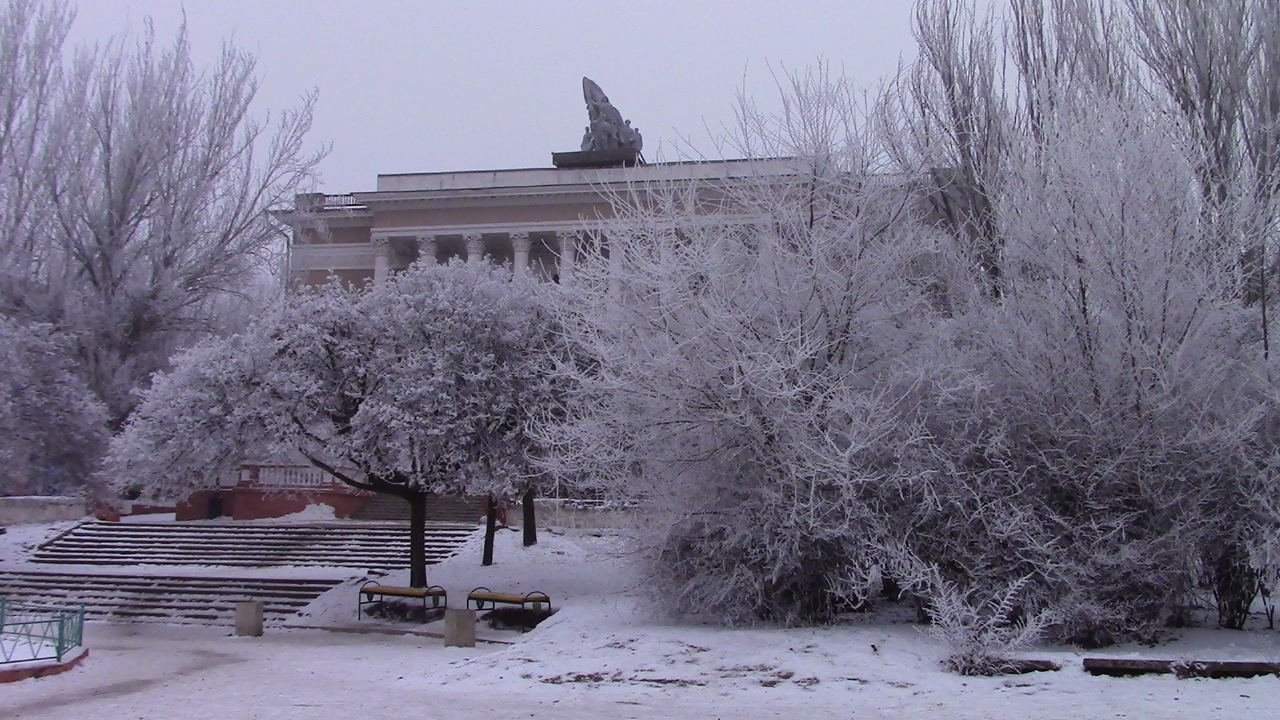
Площа Гірницької слави

Знищені плавні і утворення штучного Каховського моря знищили унікальну фауну і рослинний світ, змінило клімат. Стояча вода і залишки мінеральних добрив, які потрапляють у Дніпро з ланів, призводять до цвітіння води влітку.
Марганець разом із сусіднім Нікополем перебувають у 30 км зоні Запорізької атомної та Запорізької теплової електростанцій, які розташовані на протилежному лівому березі Каховського моря напроти Марганця в місті Енергодар.
Основні екологічні проблеми міста:
- підтоплення території Марганцю внаслідок підвищення рівня ґрунтових вод. Близькість Каховського водосховища, рівень води якого вище окремих земельних ділянок місцевих забудов;
- присутність Миколаївського водосховища, як частини гідротехнічних споруд Каховського водосховища з рівнем води перевищуючий допустимий;
- порушення поверхневого стоку; відсутність організованого побутового і поверхневого стоку;
- відсутність каналізації на значній території міста;
- процеси, які є наслідком підтоплення міста, з кожним роком посилюються, збільшується потік скарг про наявність води в підвалах, руйнування фундаментів житлових будинків;
- відсутність полігону твердих побутових відходів. У зв'язку із закриттям полігону ТПВ у місті існує загроза негативного впливу відходів на навколишнє середовище та здоров'я мешканців Марганця.

## Історія

### Курганні поховання
У межах міста у великому скіфському кургані (IV—III ст. до н.е.) розкопано поховання вождя із золотими прикрасами та зброєю. Є кургани до XIV—XV століття н. е.
| Перелік пам'яток археології — курганів по м. Марганець, які підлягають охороні та збереженню, як історико-культурні цінності | Перелік пам'яток археології — курганів по м. Марганець, які підлягають охороні та збереженню, як історико-культурні цінності | Перелік пам'яток археології — курганів по м. Марганець, які підлягають охороні та збереженню, як історико-культурні цінності | Перелік пам'яток археології — курганів по м. Марганець, які підлягають охороні та збереженню, як історико-культурні цінності | Перелік пам'яток археології — курганів по м. Марганець, які підлягають охороні та збереженню, як історико-культурні цінності | Перелік пам'яток археології — курганів по м. Марганець, які підлягають охороні та збереженню, як історико-культурні цінності |
| № з/п | № пам'ятки | Назва та адреса пам'ятки | Час виникнення | Хто і коли виявив | Розмір |
| --- | --- | --- | --- | --- | --- |
| 1 | 6136 | Курган Селище Жовтневе Марганецької міськради, на кладовищі                                                                  | III-II тис. до н.е. | 1983 р., археолог Голубчик Л. М.                                                                                             | Н-1м, Д-40м |
| 2 | 6134 | Курган Урочище Ракшино, південна частинна міста                                                                              | III-II тис. до н.е. | 1983 р., археолог Голубчик Л. М.                                                                                             | Н-4м, Д-40м |
| 3 | 6135 | Курган Масив Ювілейний, біля ЗАТ «Стрічка»                                                                                   | III-II тис. до н.е. | 1983 р., археолог Голубчик Л. М.                                                                                             | Н-5м, Д-40м |
| 4 | 6139 | Могильник курганний (2 кургани) Селище Жовтневе                                                                              | III—II тис. до н. е. | 1983 р., археолог Голубчик Л. М.                                                                                             | Н-2 м, Д-30м Н-0,2 м, Д-10м                                                                                                  |
| 5 | 6631 | Курган м. Марганець, біля дороги, яка веде до Грушівського кар'єру біля недобудованого гідролізного заводу                   | II тис. до н.е. | 2003 р., Жаринова Н. М. | Н-3,5м, Д-40м |
| 6 | 66332 | Курган м. Марганець, вул. Київська, ліворуч дороги, яка веде до центру міста у лісосмузі лісництва, навпроти ВГРЗ            | II тис. до н.е | 2003 р., Жаринова Н. М. | Н-3м, Д-40м |

### Період існування запорозького козацтва та життя краю (XVIII—XIX століття)
У південній частині міста, в районі острова Томаківка, між річкою Томаківка та річкою Дніпро  знаходиться пагорб, на місці якого розташувалася перша Запорозька Січ. Цей острів має назву Томаківка. Томаківська Січ проіснувала з 1530-х до 1593 року, після якого вона переїхала на острів Базавлук, поблизу сучасного села Грушівка, на захід від Нікополя та південь від Покрова, та отримала назву Базавлуцька Січ.
Селище Городище мало центр у південній своїй частини, що межує через протоку з Томаківським островом і колишньою Січчю. Саме тут через протоку, на півночі Томаківського острову була Томаківська січ, а через протоку, де зараз південь Городища, цивільне містечко.
Після зруйнування Січі, за наказом російської імператриці Катерини II, більшість козаків оселилася на Кубані та за Дунаєм, частина залишилось у цій місцевості. До відкриття покладів марганцевої руди лише західна частина міста була забудована. Це козацьке село Городище, а нині район міста та кінцева зупинка автобусного маршруту № 1 від марганецьких вокзалів.
Остання третина XIX століття відзначилася змінами у соціально-економічних відносинах різних верств населення, бурхливим розвиком торгівлі і промисловості. У 1870 році надані надільні земельні ділянки Городищанській сільській громаді. Губернський й повітовий збір на потреби земства могли сплачувати як громада, розкладаючи суму на загальну кількість землевласників, так і окремо селяни, які викупали земельний наділ. 1871 року відкрита перша двокласна земська школа. З 1875 року відкрита паромна переправа через річку Томаківка на ділянці земської дороги Червоногригорівка — Вищетарасівка, через Городище та Іллінку.
Значний вплив на розвиток сіл та містечок повіту мало Катеринославське повітове і губернське земства. Земство опікувалося дорогами, сільським господарством, медичними і освітніми закладами, притулками, займалося агітацією повсякденної  гігієни та санітарних норм серед населення. Однак, така кількість сфер діяльності накладала додаткові повинності на селян, де проходила земська дорога, або знаходився об'єкт, яким опікувалося земство. Існували так звані дорожня, поштова, мостова, ґрунтова та інші повиності, які досить цікаво та детально змальовано у творах української класичної літератури.
На відміну від поширених тез пізнішого періоду 1930-х років, саме наприкінці 1890-х — початку 1900-х років земством обговорювалися пропозиції створення сільських ставів, водосховищ, як резервуарів води. Існували спроби відкриття дитячих ясел, насадження лісосмуг, проводилося добровільне страхування худоби і майна від пожеж та нещасних випадків. Чимало чого з таких ідей потім було запозичено та масово впроваджено у 1930 — 1960-х роках у сільській місцевості.

### Заснування поселень при рудниках
З 1886 року здійснювалась розробка родовищ марганцевих руд Нікопольського басейну у західній його частині, на території земель маєтку князя Михайла Миколайовича Романова. Першим рудником східної частини, на території сучасного міста був Городищенський рудник Південно-російського Дніпровського металургійного товариства, який розпочав видобуток марганцевої руди у липні 1891 року. Руду почали видобувати біля балки Камянка, що стало приводом до поступового заселення цієї території та утворення виселку Закамянка. На початку XX століття через басейн прокладено залізницю, що з'єднувала Кривий Ріг із Донбасом та Олександрівськом, що значно пришвидшило розвиток промисловості у східній частині басейну. На території Городищенського рудника 1904 року було збудовано залізничну станцію Марганець.
До економічної кризи 1908—1909 років існувало декілька приватних  рудників та два рудника акціонерних товариств. Наприклад, можна згадати про «Дагор» та «Благодать» С. Беклемішева. Після падіння попиту на марганцеву руду разом з потребою вдосконалення машинного парку і значних капіталовкладень приватні рудники закрилися, тому станом на 1914 рік діяли лише два рудники — Городищенський рудник Південно-російського Дніпровського металургійного товариства та «Піролюзит» німецького акціонерного товариства з видобутку, збагачення і експорту залізної та марганцевої руди.Також навколо рудників виникали робітничі селища — біля Городищанського рудника Колонки, біля «Піролюзит» колонія Піролюзит. Оточуючі села мали власні волосні правління — Городище, Червоногригорівка, Грушівка, а рудничні колонії керувалися адміністрацією рудника — колонії Піролюзит, Трубчанінова.
Станом на 1914 рік на території поселень рудників вже діяли театр, руднична лікарня та школа. Окремо, в селі Городище працювало три земські та одна церковно-приходська школи. Тобто, на відміну від усталеної тези про одну школу до революції, насправді їх було аж п'ять. У народному домі села Городище ставилися вистави, проводилися читання, лекції. Крім рудничної лікарні, на станції Марганець був черговий лікар, а село Городище мало фельдшерський пункт, фінансований земством та волосним правлінням. У 1913 році існували закладені зразкові сади за допомогою повітового земства. В селі Городище таких налічувалось три сади. Повітове земство також відповідало за утримування шляхів, земських поштових станцій, земської поліції, лікарень, притулків, шкіл. Станом на 1912 рік вже існувала земська телефонна мережа, яка сполучала волосні правління з органами земства. Окремо існувала руднична телефонна мережа для зв'язку на руднику.
1914 рік, з початком Першої світової війни, значно вплинув на господарське життя краю. Хоча бойові дії тут не велися, а територія вважалася глибоким тилом, певні проблеми почали давати про себе знати. Передусім, це спад експорту марганцевої руди, продуктів сільського господарства, через бойові дії на Західному фронті, Бальтійському і Чорному морях, закриття проток Османською імперією. Крім цього частину селян мобілізували на фронт, відповідно сільське господарство втрачало робочі руки, у меншій мірі це стосувалося марганцевої рудничної промисловості. Падіння монархії і початок національно-визвольних змагань 1917—1921 років теж не оминули територію майбутнього міста. Хоч місцеві органи влади продовжували існувати (земські установи, волосні правління) паралельно з ними формувалися нові органи влади — ради робітничих, селянських і солдатських депутатів, волосні та сільські комітети.
На початку 1920-х років навколишні села підпорядковувалися утвореним Нікопольському та Томаківському районах Катеринославської губернії. З 1925 року ці райони увійшли до складу Криворізького та Запорізького округів. Рудничні поселення, такі як-от виселок Городищенського рудника (Комінтерн), Старий Держбуд продовжували підпорядковувались адміністрації Нікополь-Марганцевого району, який підпорядковувався Південнорудному тресту (ПРТ). Тобто розбудовою і благоустроєм займалися органи управління рудника, а справи реєстрації, збирання податків, суд, міліція — відповідно органи Нікопольського району (райфінвідділ, сільрада, РАЦСи Городищанської сільської ради, виселку Комінтерн).
Після фактичної націоналізації у 1920 році, бо юридично декрет про націоналізацію видали у 1919 році, Городищенський рудник почали відновлювати. З 1921 року його було перейменовано на рудник імені III Комінтерну.
У 1920-х роках почали відбуватися зміни в галузі рудничного господарства Нікопольського району. Проєкти будівництва електростанції переросли в будівництво нової центральної електростанції на території рудника Комінтерна. Станція забезпечувала електроенергією рудники Комінтерна та Максимівський (там збудували електропідстанцію). Після прокладання високовольтної лінії, яка забезпечувала електроенергією рудний район від Дніпровської ГЕС, електростанцію ліквідували, залишивши силову електропідстанцію. Збільшення кількості населення сприяло частковому вирішенню проблеми житла, завдяки будівництву Держбуду імені Максимова у 1926—1930 роках. У 1929 році було побудовано нову поліклініку за одним з типових проєктів.
В середині 1930-х років у басейні працювали 20 шахт і 4 збагачувальних фабрики. Виникло ще два робітничих селища — на рудниках імені Ворошилова (забудова з 1930 року), у східній частині та Новий Держбуд (забудова з 1931 року) на південній околиці сучасного міста. Тоді ж, поблизу Мар'ївської рудної дільниці почали формуватися виселки —  Свобода (нижня частина вулиць І. Молодця та Єдності) та Червона Зоря (на місці сучасного відпрацьованого Мар'ївського кар'єру).
До ліквідації ПРТ на території майбутнього міста діяли Комінтернівське, Максимівське та Мар'ївське рудоуправління. Згодом сформоване в об'єднане Нікополь-Марганцеве рудоуправління. З 1931 по 1934 роки Нікополь-Марганцеве рудоуправління було поділене на два — Комінтернівське та Максимівське рудоуправління. У 1934 році знову утворене управління складалося з Комінтернівського, Максимівського, Ворошилівського рудоуправління (туди ж входила і Мар'ївська дільниця). Згодом знову рудоуправління реформоване у шахтоуправління. Шахтоуправління керували декількома шахтами, ним підпорядкували гуртожитки та крамниці для найкращого управління та робітничого забезпечення.
Посприяла розвитку видобування руди подальша електрифікація шахт після спорудження Дніпровської ГЕС. У 1932 році сформовано Комінтернівську семирічну школу. У 1934 році збудовано найбільшу на той час середню загальноосвітню школу, яка тоді називалася фабрично-заводська десятирічка.
З 1925 року в селі Городище почала працювати сільгоспартіль (згодом — колгосп) імені Комінтерна, підшефна рудоуправлінню імені Комінтерна, який придбав селянам перший трактор «Фордзон». У 1939 році цей колгосп об'єднаний з колгоспом «Садівник-городник». Навесні 1929 року сформовано комуну «Садівник-городник» на о. Городище, сад якої урочисто був закладений 1 травня 1929 року. Переселені з місць шахтних полів рудника імені Максимова селяни, наприкінці 1920-х років заснували на землях біля сучасного Миколаївського водосховища артіль, пізніше колгосп імені Енгельса. У 1929 році поруч, в селі Миколаївка було створено колгосп імені Будьонного, який з 1939 року за рішенням про укрупнення колгоспів та ліквідацію хуторів, приєднали до колгоспу імені Енгельса.
Перші дитячі яслі на постійній основі, було відкрито у селі Городище, у колишньому будинку місцевого священника 1925 року. Того ж року розпочала свою роботу школа гірників ГірПромУчу. На середину 1920-х років в селищі Комінтерн працював водогін, з водозабором від річки Річище, працював телефонний зв'язок та електричне освітлення. Наростання обсяг промивання руди спонукало до будівництва шламовідстійників, і як результат зміни русла річки Томаківка у 1926 році, що негативно вплинуло на санітарно-епідеміологічну ситуацію, через періодичні  прориви дамб і потрапляння шламів до річки Ревун вище водозабору.
З 1922 року в колонії Городище почали діяти товариства взаємодопомоги, кредитування і крамниці робітничого кооперативу «Гірник». Купувати в кооперативі могли не лише гірники, а й вчителі, працівники водного транспорту. В селі Городище працювало дві крамниці цього товариства, які конкурували з лавками і магазинами приватних власників. Однак, вже наприкінці 1920-х — початку 1930-х років, через важку ситуацію з товарним і продовольчим забезпечення, нормуванням фондів, кооперативи та споживчі спілки були закритими (ЗРК), обслуговуючи лише працівників свого підприємства. Приватних власників замінять звичайні та «ударні» магазини та ларьки відділу робітничого постачання (ВРП) Мангану.
Розробка віддалених рудних ділянок, різкий приріст кількості робітників призведе до появи ще декількох проблем — шляхів і комунікацій, нестачі житлової площі та об'єктів побутового обслуговування населення. У 1930-х роках тривала робота з розвитку місцевої радіомережі. До 1938 року були частково радіофіковані і освітлені селища Комінтерн, Максимівка, Ворошилівка, Новий Держбуд. До 1941 року тривали роботи з проведення радіо до Новоселівки, Миколаївки і Закам'янки, але початок німецько-радянської війни перервав цей процес.
Кількість населення селищ зростала і станом на 1938 рік становила 20,8 тисяч осіб. На їх території працювали будинок культури імені Артема, лікарня, поліклініка. Існували баскетбольна, волейбольна команди, 5 футбольних клубів спортивних товариств, серед них — ФК «Руда» (гірники), «Локомотив» (залізничники), «Авангард» (місцева промисловість), команди повних середніх шкіл № 1 та № 2. Працювали  гуртки оборонних товариств (ТСОавіахем УСРР) — стрілецький, кавалерійський, медико-санітарний, хімічної, протиповітряної оборони. Діяли первинні осередки МОДР (Міжнародна організація допомоги революції та робітникам капіталістичних держав), СВБ (Спілка войовничих безвірників).

### Заснування міста
У лютому 1936 року на марганцевих рудниках було утворено районний комітет партії, який підпорядковувався Нікопольському міському комітету. Було проведено 1-й зїзд членів райкомів КП(б)У та ЛКСМУ Мангану. На той час для прийняття рішення про утворення міста, у населеному пункті мало проживати не менш 20 тис. осіб. Крім цього, визначальним фактором була значимість населеного пункту для промисловості СРСР, наявність адміністративно-політичних осередків та перспективність розвитку району. Відповідно, облвиконком подавав до Верховної Ради УРСР записку з обгрунтуванням доцільності утворення нового міста, визначення меж його території і перспектив розвитку. Фактично, станом на 1936 рік, Першотравнева селищна рада, Городищанська сільська рада, разом з сусідніми виселками мали ознаки міста. Окремі адміністративно-політичні органи існували, на території поселень проживало до 20 тис. осіб, значимість для промисловості було важко переоцінити, а у 1935 році вже існував перспективний проєкт робітничого селища Марганець на період 1936—1952 років будівництва.
Указом Президії Верховної Ради УРСР від 22 жовтня 1938 року населені пункти довкола рудників об'єднані у нове місто Марганець. 22 лютого 1940 року місту надано статус обласного підпорядкування.. 8 березня 1941 року почала виходити місцева газета, яка мала назву «Більшовицький прапор» (друкований орган Марганцівського міськкому КП(б)У), а після війни вже виходитиме з назвами «Шахтар Марганцю» (1944—1946) та «Шахтар Марганця» (1946—2020). У 1941 році місто мало нову лікарню з хірургічним та терапевтичним відділеннями, дві дорослі поліклініки, дитячу поліклініку, протитуберкульозний пункт, санепідемстанцію, пологовий будинок. Крім того, на підприємствах діяло 5 фельдшерських та 2 лікарняних (на руднику імені Ворошилова та в селі Мар'ївка) пункти охорони здоров'я. Працювало три початкові школи чотирирічки (№ 4, 8 та 9), три неповні школи-семирічки (№ 3, 6, 7), три повні середні школи-десятирічки (№ 1, 2, 5) та три школи ФЗН (№ 29, 48, 57). При рудниках були відкриті клуби відпочинку.
З початком німецько-радянської війни частина населення Марганця (близько 500 родин) була евакуйована на схід СРСР. 17 серпня 1941 року місто було тимчасово окуповане німецькими військами. Звільнене 6 лютого 1944 року. За цей час місту та промисловим об'єктам завдано значних руйнувань. Було повністю знищено будівлі залізничного вокзалу (1904 року будови), залізничних майстерень (1935—1936), повної української середньої школи (1934), шість двоповерхових житлових будинки для інженерів та робітників (1935—1939), які так не було відбудовано. Значно зазанала руйнувань Центральна збагачувальна фабрика (1935), лікарня на Держбуді (1940), майстерні ЦЕММ, житлові будинки та повна російська середня школа (1938). У 1941—1943 роках було повністю розібрано два гуртожитки у Ворошилівському виселку, які були відбудовані по закінченню війни.
У післявоєнні роки Марганець продовжував розвиватись як промислове місто. Було споруджено нові шахти, виникли нові кар'єри такі як Мар'їнський, Басанський, Грушівський. В середині 1960-х років населення міста становило 44,5 тис. осіб.
Південна межа міста пролягає за 1,5 км від правого берега Каховського водосховища. До агломерації увійшли й розташовані неподалік від Марганця промислове місто Покров, село Капулівка, селище Городище тощо.

### Сучасність
12 жовтня 2010 року поблизу Марганця відбулось зіткнення локомотива та пасажирського автобуса, внаслідок чого загинули 45 осіб осіб.
12 лютого 2015 року у місті невідомими патріотами українцями повалено пам'ятник Леніну.
На виконання Закону України «Про декомунізацію» в місті Марганець були перейменовані об'єкти топоніміки.
| Об'єкти топоніміки      | Об'єкти топоніміки         |
| Попередня назва         | Сучасна назва              |
| ----------------------- | -------------------------- |
| вул. Леніна             | вул. Гірників              |
| провул. Леніна          | пров. Гірників             |
| вул. Баумана            | вул. Щаслива               |
| провул. Войкова         | пров. Затишний             |
| вул. Воровського        | вул. Різдвяна              |
| вул. Ворошилова         | вул. Торговельна           |
| вул. Димитрова          | вул. Таврійська            |
| вул. Енгельса           | вул. Райдужна              |
| провул. Енгельса        | пров. Братський            |
| вул. Енгельса           | вул. Ентузіастів           |
| вул. 50 років Жовтня    | вул. Соборна               |
| вул. 40 років Жовтня    | вул. Кленова               |
| вул. Калініна           | вул. Калинова              |
| вул. Кірова             | вул. Чумацька              |
| вул. Комінтерну         | вул. Козацька              |
| вул. Комсомольська      | вул. Квітникова            |
| провул. Комсомольський  | пров. Мальовничий          |
| вул. Комуністична       | вул. Весняна               |
| вул. Котовського        | вул. Світла                |
| вул. Красіна            | вул. Наукова               |
| вул. Крупської          | вул. Хліборобів            |
| вул. Куйбишева          | вул. Гідності              |
| вул. Куйбишева          | вул. Фруктова              |
| провул. Куйбишева       | пров. Гайдамацький         |
| вул. Лазо               | вул. Чарівна               |
| провул. Лазо            | пров. Лебединий            |
| провул. Лазо, проїзд 2  | пров. Казковий             |
| вул. Лисенка            | вул. Композитора Лисенка   |
| вул. К. Лібкнехта       | вул. Дніпровська           |
| вул. Луначарського      | вул. Солов'їна             |
| вул. Рози Люксембург    | вул. ім. І. Молодця        |
| вул. К. Маркса          | вул. Історична             |
| вул. Менжинського       | вул. Соняшникова           |
| вул. П. Морозова        | вул. Миротворців           |
| провул. П. Морозова     | пров. Рідний               |
| вул. Орджонікідзе       | вул. Трояндова             |
| вул. Островського       | вул. Мистецька             |
| вул. Пархоменка         | вул. Виїзна                |
| провул. Пархоменка      | вул. Тінистий              |
| вул. ХХ Партз'їзду      | вул. ім. П. Грекова        |
| вул. Піонерська         | вул. Юнацька               |
| вул. Газети «Правда»    | вул. Журналістів           |
| вул. Радянська          | вул. Єдності               |
| вул. Раскової           | вул. Барвиста              |
| вул. Свердлова          | вул. Травнева              |
| вул. Тельмана           | вул. Тюльпанова            |
| вул. Тольятті           | вул. Автомобільна          |
| вул. Ульянова           | вул. Універсальна          |
| вул. Урицького          | вул. Березнева             |
| вул. Фрунзе             | вул. Ясна                  |
| вул. Фурманова          | вул. Оптимістична          |
| вул. Клари Цеткін       | вул. Героїв праці          |
| вул. Чапаєва            | вул. Малинова              |
| вул. Червоноармійська   | вул. Лозова                |
| вул. Червоногвардійська | вул. Героїчна              |
| вул. Щорса              | вул. Кедрова               |
| парк ім. Островського   | парк Центральний           |
| вул. Халтуріна          | вул. Перлинна              |
| вул. Лізи Чайкіної      | вул. Місячна               |
| провулок Шмідта         | пров. Янтарний             |
| вул. Вавілова           | вул. Приватна              |
| вул. Жовтнева           | вул. Прохолодна            |
| вул. Інтернаціональна   | вул. Стрілецька            |
| вул. Ленінградська      | вул. Радісна               |
| вул. 22 Жовтня          | вул. Хортицька             |
| вул. Белінського        | вул. Ізмаїла Срезневського |
| вул. Боженка            | вул. Симона Петлюри        |
| вул. Гайдара            | вул. Михайла Грушевського  |
| вул. Дніпропетровська   | вул. Староміська           |
| вул. Жуковського        | вул. Василя Жуковського    |
| вул. Кінноармійська     | вул. Святослава Хороброго  |
| вул. Колгоспна          | вул. Ярослава Мудрого      |
| вул. Коцюбинського      | вул. Михайла Коцюбинського |
| вул. Профінтерна        | вул. Європейська           |
| пров. Профінтерна       | пров. Переможців           |
| вул. Сєрова             | вул. Валентина Сєрова      |
| вул. Шавріна            | вул. Михайла Драгоманова   |
| вул. Щербакова          | вул. Івана Котляревського  |

17 липня 2020 року, в результаті адміністративно-територіальної реформи та ліквідації Томаківського району, місто увійшло до складу новоутвореного Нікопольського району.
2 березня 2024 року завершено будівництво магістрального водогону завдовжки 77,9 км від Запоріжжя до Марганця. Зокрема зібрана мережа з 6 насосних станцій, 46 камер для стравлення повітря, 47 камер для зливу води із системи, 16 камер для перемикання потоку води  в системі, 3 камери лічильника, 1 камера для розподілення потоку води між мережами. Забір води здійснюється з річки Дніпро в Запоріжжі, звідси вона подавається збудованою мережею до міста Марганець на насосно-фільтрувальну станцію, де очищується і розходиться до споживачів вже існуючими мережами. Магістральний водогін має на меті забезпечувати водою жителів Дніпропетровщини (Марганецької, Мирівської, Широківської, Томаківської громад та міста Нікополя), місцеві лікарні, школи, дитсадки.

## Населення

### Національний склад
Розподіл населення за національністю за даними перепису 2001 року:
| Національність  | Відсоток |
| --------------- | -------- |
| українці        | 77,46%   |
| росіяни         | 19,85%   |
| білоруси        | 0,82%    |
| вірмени         | 0,57%    |
| німці           | 0,14%    |
| азербайджанці   | 0,12%    |
| інші/не вказали | 1,04%    |

### Мова
Рідна мова населення за даними перепису 2001 року:
| Мова            | Чисельність, осіб | Відсоток |
| --------------- | ----------------- | -------- |
| Українська      | 35 503            | 71,81%   |
| Російська       | 13 350            | 27,00%   |
| Вірменська      | 240               | 0,49%    |
| Білоруська      | 96                | 0,19%    |
| Угорська        | 23                | 0,05%    |
| Циганська       | 14                | 0,03%    |
| Болгарська      | 13                | 0,03%    |
| Румунська       | 11                | 0,02%    |
| Інші/Не вказали | 188               | 0,38%    |
| Разом           | 49 438            | 100%     |

24 лютого 2022 року Російське вторгнення в Україну спровокувало нову хвилю українізації в місті, дедалі більше мешканців міста вважають за краще розмовляти українською мовою.

### Чисельність
| Чисельність постійного населення, осіб | Чисельність постійного населення, осіб | Чисельність постійного населення, осіб | Чисельність постійного населення, осіб | Чисельність постійного населення, осіб | Чисельність постійного населення, осіб | Чисельність постійного населення, осіб | Чисельність постійного населення, осіб |
| 1939                                   | 1959                                   | 1970                                   | 1979                                   | 1989                                   | 2001                                   | 2009                                   | 2018                                   |
| -------------------------------------- | -------------------------------------- | -------------------------------------- | -------------------------------------- | -------------------------------------- | -------------------------------------- | -------------------------------------- | -------------------------------------- |
| 20723                                  | 34422                                  | 46905                                  | 50328                                  | 54391                                  | 49592                                  | 48849                                  | 47141                                  |

| Чисельність і розподіл постійного населення за статтю, тис. осіб | Чисельність і розподіл постійного населення за статтю, тис. осіб | Чисельність і розподіл постійного населення за статтю, тис. осіб | Чисельність і розподіл постійного населення за статтю, тис. осіб | Чисельність і розподіл постійного населення за статтю, тис. осіб | Чисельність і розподіл постійного населення за статтю, тис. осіб | Чисельність і розподіл постійного населення за статтю, тис. осіб |
| Роки                                                             | Кількість населення                                              | Кількість чоловіків                                              | % чоловіків до загальної кількості населення                     | Кількість жінок                                                  | % жінок до загальної кількості населення                         |                                                                  |
| ---------------------------------------------------------------- | ---------------------------------------------------------------- | ---------------------------------------------------------------- | ---------------------------------------------------------------- | ---------------------------------------------------------------- | ---------------------------------------------------------------- | ---------------------------------------------------------------- |
| 2009                                                             | 49,8                                                             | 22,6                                                             | 45,38                                                            | 27,2                                                             | 54,62                                                            |                                                                  |
| 2010                                                             | 49,7                                                             | 22,6                                                             | 45,47                                                            | 27,1                                                             | 54,53                                                            |                                                                  |
| 2011                                                             | 49,6                                                             | 22,5                                                             | 45,36                                                            | 27,1                                                             | 54,64                                                            |                                                                  |

Статевий розподіл постійного населення за статтю за 2009—2011 роки залишається стабільним з перевагою кількості жінок у співвідношенні 55 % жінки та 44 % чоловіки.
| Природний та міграційний рух населення, осіб | Природний та міграційний рух населення, осіб | Природний та міграційний рух населення, осіб | Природний та міграційний рух населення, осіб | Природний та міграційний рух населення, осіб |
| Показники                                    | 2009                                         | 2010                                         | 2011                                         | I півріччя 2012                              |
| -------------------------------------------- | -------------------------------------------- | -------------------------------------------- | -------------------------------------------- | -------------------------------------------- |
| Народженні                                   | 546                                          | 484                                          | 501                                          | 236                                          |
| Померлі                                      | 874                                          | 928                                          | 791                                          | 436                                          |
| Природне скорочення                          | −328                                         | −444                                         | −290                                         | −200                                         |
| Прибулі                                      | 901                                          | 924                                          | 849                                          | 463                                          |
| Вибулі                                       | 549                                          | 596                                          | 660                                          | 214                                          |
| Міграційний приріст                          | 352                                          | 328                                          | 189                                          | 249                                          |

За останні роки продовжується тенденція зменшення населення, незважаючи на поступову стабілізацію показника народжуваності.
| Розподіл населення за основними віковими групами, тис. осіб | Розподіл населення за основними віковими групами, тис. осіб | Розподіл населення за основними віковими групами, тис. осіб | Розподіл населення за основними віковими групами, тис. осіб |
| Показники                                                   | 2009                                                        | 2010                                                        | 2011                                                        |
| ----------------------------------------------------------- | ----------------------------------------------------------- | ----------------------------------------------------------- | ----------------------------------------------------------- |
| Населення у віці молодшому за працездатний                  | 7,3                                                         | 8,3                                                         | 9,3                                                         |
| Населення у працездатному віці                              | 29,5                                                        | 29,2                                                        | 29,1                                                        |
| Населення у віці старшому за працездатний                   | 12,9                                                        | 12,1                                                        | 11,8                                                        |

### Зайнятість населення та безробіття
| Загальна тенденція населення у віці старшому за працездатний | Загальна тенденція населення у віці старшому за працездатний | Загальна тенденція населення у віці старшому за працездатний | Загальна тенденція населення у віці старшому за працездатний | Загальна тенденція населення у віці старшому за працездатний | Загальна тенденція населення у віці старшому за працездатний |
| Показники                                                    | 2007                                                         | 2008                                                         | 2009                                                         | 2010                                                         | 2011                                                         |
| ------------------------------------------------------------ | ------------------------------------------------------------ | ------------------------------------------------------------ | ------------------------------------------------------------ | ------------------------------------------------------------ | ------------------------------------------------------------ |
| Зайнятість населення                                         | 12844                                                        | 12133                                                        | 10968                                                        | 11091                                                        | 10413                                                        |

Впродовж 2007—2011 років кількість штатних працівників по місту зменшилась на 2431 осіб. Значне зменшення відбулось у 2009 році. Кількість фізичних осіб-підприємств становила у 2009 році — 2965, у 2010 році — 2992, у 2011 році — 2902.
| Показники зареєстрованого безробіття                                     | Показники зареєстрованого безробіття | Показники зареєстрованого безробіття | Показники зареєстрованого безробіття |
| Показники                                                                | 2009                                 | 2010                                 | 2011                                 |
| ------------------------------------------------------------------------ | ------------------------------------ | ------------------------------------ | ------------------------------------ |
| Чисельність населення, яке перебуває на обліку в службі зайнятості, осіб | 3119                                 | 3459                                 | 3096                                 |
| Кількість зареєстрованих безробітних на кінець року, осіб                | 935                                  | 787                                  | 755                                  |
| Рівень працевлаштування, %                                               | 28,7                                 | 38,8                                 | 44,4                                 |
| Рівень зареєстрованого безробіття, %                                     | 3,2                                  | 2,6                                  | 2,78                                 |
| Середній розмір допомоги по безробіттю                                   | 577,8                                | 781,3                                | 818,0                                |
| Працевлаштовано                                                          | 1087                                 | 1343                                 | 1376                                 |

## Міське самоврядування
Міське самоврядування в місті Марганець здійснюються міською громадою через органи місцевого самоврядування. Основною ланкою в системі місцевого самоврядування в місті Марганець є Марганецька міська рада. Важливу роль у роботі самоврядних органів Марганець відіграють постійні комісії міської ради. Основними принципами місцевого самоврядування є самостійність і незалежність Марганецької міської ради у межах своїх повноважень, самофінансування і самозабезпечення, оптимальна децентралізація. До системи самоврядування міста входять також інші форми територіальної самоорганізації громадян: квартальні комітети і будинкові комітети. Функціонування органів територіальної самоорганізації громадян міста Марганець розширює соціальну основу місцевого самоврядування, забезпечує умови для реалізації громадянами їх конституційних прав на участь в управлінні державними і громадськими справами. З 2011 року місто Марганець є членом Всеукраїнської асоціації органів місцевого самоврядування «Асоціація міст України».
5 червня 2013 року депутати Марганецької міської ради висловили недовіру міському голові Олегу Бідянку через непрозоре проведення тендерів та нецільове використання коштів.
29 листопада 2018 року, в ході децентралізації та шляхом об'єднання Новокиївської сільської ради Томаківського району, утворена Марганецька міська громада.
12 червня 2020 року, відповідно до розпорядження Кабінету Міністрів України № 709-р «Про визначення адміністративних центрів та затвердження територій територіальних громад Дніпропетровської області», затверджено склад Марганецької міської громади.

## Економіка

### Промисловість
Головне виробництво, яке дало основу для існування міста — видобуток і збагачення марганцю. У мальовничій поймі Дніпра на правому його березі розташувався Нікопольський марганцевий басейн — найвідоміше у світі родовище марганцевої руди, відкрите у 1883 році видатним геологом В. Домгером. Для підготовки кадрів для гірничої промисловості в місті існує Гірничий технікум (колись — інститут, який готував інженерів). На 16 шахтах та 2 величезних кар'єрах (Басанівський і Грушівський) видобувається марганцева руда, які належать фінансовій групі Приват (м. Дніпро).
Однією з провідних галузей промисловості міста є металургійний комплекс, до складу якого входять два основних підприємства — ВАТ «Марганецький гірничо-збагачувальний комбінат» та ВАТ «Марганецький рудоремонтний завод». Містоутворююче підприємство — ВАТ «Марганецький гірничо-збагачувальний комбінат», яке видобуває марганцеву руду та виробляє марганцевий концентрат, що використовується у металургійній промисловості. ВАТ «Марганецький гірничо-збагачувальний комбінат» є одним із провідних у світі підприємств з видобутку й переробки марганцевої руди, який  займає східну частину Нікопольського марганцевого басейну.
На території міста розташовані ще 12 промислових підприємств: металургійної промисловості — ВАТ «Металургмодуль», СПУ-11 ВАТ «Кривбасрудоремонт»; інших галузей — ОП «Марганецька міська друкарня», ВАТ «Марганецький завод керамзитового гравію», ВАТ «Марганецький хлібокомбінат», ВАТ «Квазар-екскавація» тощо.
У місті діють 14 шкіл, 10 дошкільних закладів, 3 позашкільні заклади, лікарня, поліклініка, санаторій-профілакторій, аптеки, заклади культури та спорту.

### Заробітна плата
Середньомісячна номінальна заробітна плата становила: у 2009 — 1451,93 грн, у 2010 — 2043,00 грн, у 2011 — 2436,76 грн, у I півріччі 2012 — 2760, 87 грн. Найвищий рівень середньої зарплати по місту фіксується в промисловості, фінансовій діяльності.

## Транспорт

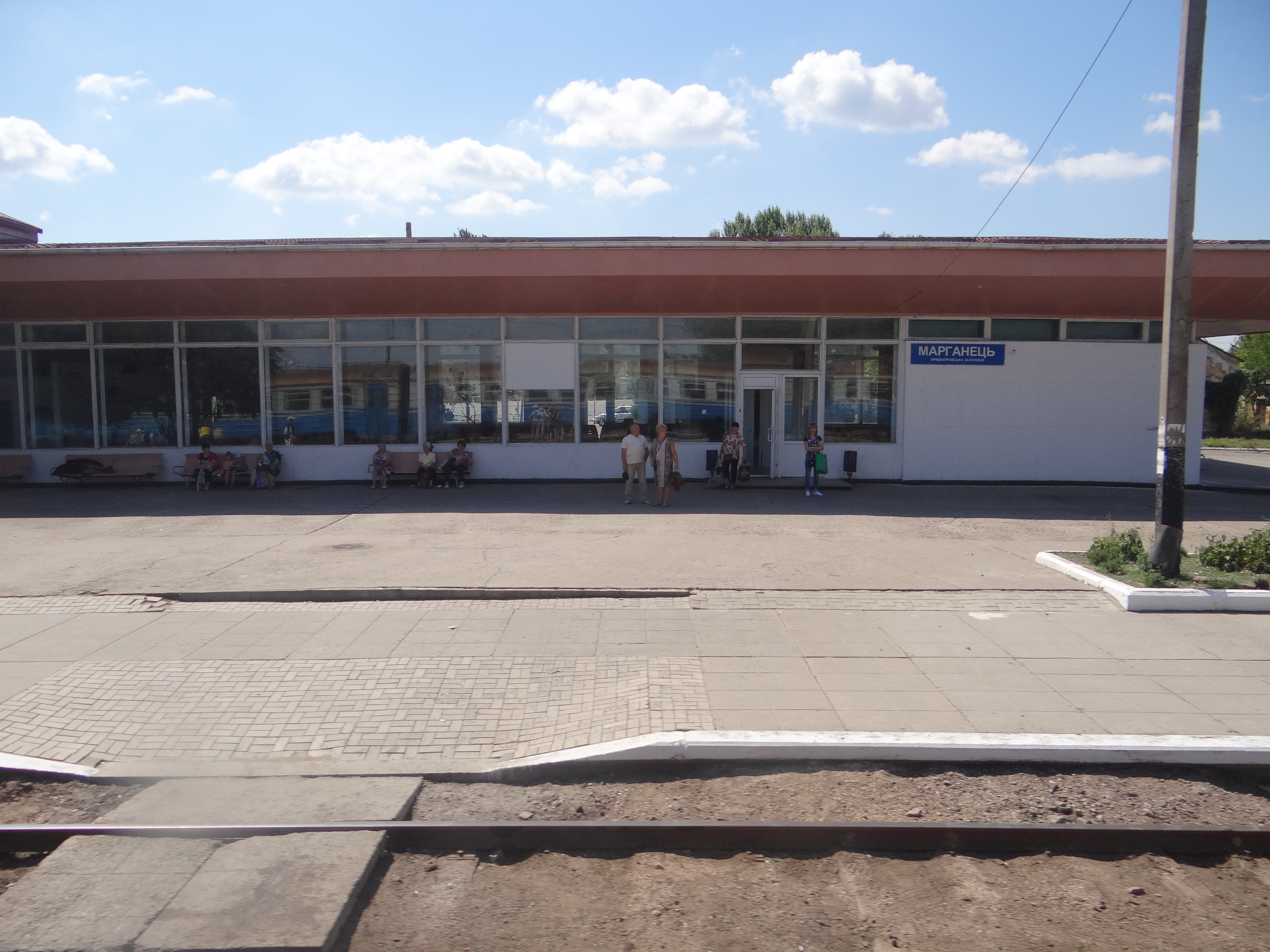
Вокзал станції Марганець

Місто розташоване за 114 км від обласного центру автошляхами, залізницею — 135 км. Відстань до Києва — 421 км, залізницею — 566 км, автошляхами — 520 км. В місті знаходиться однойменна залізнична станція на електрифікованій магістралі Апостолове — Запоріжжя. Через місто пролягає автошлях національного значення Н23 (Запоріжжя — Кропивницький).
Перевезення пасажирів автотранспортом загального користування забезпечують 9 приватних підприємців, 35 одиниць автотранспорту (30 автобусів — на 14 місць, 2 автобуси — на 22 місця, 3 автобуси — на 24 місця). На регулярних міських автобусних маршрутах загального користування, відповідно з договорами з перевізниками, виділено два пільгових місця у кожному транспортному засобі, у тому числі особи з інвалідністю внаслідок війни обслуговуються незалежно від наявності пільгових місць.
| Показники роботи транспорту міста  | Показники роботи транспорту міста | Показники роботи транспорту міста | Показники роботи транспорту міста | Показники роботи транспорту міста |
| Показники                          | 2009                              | 2010                              | 2011                              | I півріччя 2012                   |
| ---------------------------------- | --------------------------------- | --------------------------------- | --------------------------------- | --------------------------------- |
| Перевезено пасажирів, тис. осіб    | 2572,2                            | 2530,0                            | 2528,0                            | 1530,6                            |
| Пасажиропотік, млн пас.            | 28,7                              | 29,2                              | 27,3                              | 18,3                              |
| Вантажообіг, млн т                 | 7,6                               | 11,5                              | 6,5                               | —                                 |
| Вантажні перевезення, тис. т вант. | 33,9                              | 37,6                              | 37,8                              | —                                 |

## Архітектура
Архітектурною окрасою Марганця є Палац культури гірників, Будинок зв'язку, автостанція, залізничний вокзал, центральний стадіон. У місті чимало клубів, 1 кінотеатр, музична школа, 5 бібліотек, парк імені Островського, Лав-парк, центр місцевого краєзнавства — Марганецький історико-краєзнавчий музей. Найвищі будинки у місті — два дев'ятиповерхові будинки. Чотири великі чотирьох- і п'ятиповерхові райони (в районі старого Інституту, по вулиці Чумацькій), Ворошилівка, Інститут та Центр, у простолюдді цей район називають Город. Центр має красиві 4—5 поверхові будинки сталінської епохи, стадіон та Палац культури. Всі інші в цьому районі — 1—2 поверхові.
Райони міста: Городище, Підгора, Закам'янка, Новоселівка, Енгельс, Острів (Томаківка), Кірова, Інститут, Ворошилівка, Центр, Басанівка, Тимошівка.
Загальна площа житлових приміщень, що експлуатуються, за І півріччя 2012 року становить 492, 2 тис. м², з них:
- 2 поверхові будинки — 27,1 % (58 буд.);
- 5 поверхові будинки — 54,2 % (116 буд.);
- 9 поверхові будинки — 0,9 % (2 буд.).

### Пам'ятники та пам'ятні знаки
- Братська могила радянських воїнів та мирних жителів (1941—1944) в урочищі Ракшино;
- Меморіал «Вічний вогонь» (вул. Єдності);
- Братська могила курсантів Одеського артилерійського училища (с. Городище);
- Пам'ятний знак воїнам-визволителям міста Марганця (на території залізничної станції Марганець);
- Братська могила радянським військовополоненим (вул. Кленова);
- Братська могила, могила рядового Наливайка (цвинтар по вул. Виїзна);
- Могила невідомого солдата (цвинтар по вул. Бестужева, с. Тимошовка);
- Пам'ятник знак воїнам-інтернаціоналістам, загиблим у Афганістані (вул. Лермонтова, перехрестя з вул. Київською);
- Пам'ятний знак робітникам рудоремонтого заводу, загиблим у роки Великої Вітчизняної війни (парк культури і відпочинку ВАТ «Марганецький рудоремонтний завод»);
- Пам'ятник А. С. Пушкіну (вул. Прохолодна, СЗШ № 3);
- Пам'ятник «Великому Кобзарю» (вул. Єдності);
- Пам'ятний знак Івану Сірку (південна околиця м. Марганця, балка Гологрушевка);
- Пам'ятний знак на честь визволителів міста — бійців і командирів 203-ї та 303-ї стрілецьких дивізій 6-ї армії 3-го Українського фронту (вул. Єдності, сквер Перемоги);
- 13 лютого 2015 року повалено пам'ятник Леніну[13]

## Освіта
У місті функціонує 10 загальноосвітніх шкіл, 1 початкова школа, 1 загальноосвітня школа-інтернат, 1 загальноосвітня школа — інтернат для дітей з розумовими та фізичними вадами, 1 вечірня школа, 8 дошкільних закладів, з них 1 навчально-виховний комплекс «Школа — дитячий садок», 3 позашкільних заклади, 2 дитячих спортивні школи, 1 центр трудової підготовки учнівської молоді, професійно — технічний ліцей та коледж.
| Дошкільні та загальноосвітні навчальні заклади            | Дошкільні та загальноосвітні навчальні заклади | Дошкільні та загальноосвітні навчальні заклади | Дошкільні та загальноосвітні навчальні заклади | Дошкільні та загальноосвітні навчальні заклади |
| Показники                                                 | 2009                                           | 2010                                           | 2011                                           | І півріччя 2012                                |
| --------------------------------------------------------- | ---------------------------------------------- | ---------------------------------------------- | ---------------------------------------------- | ---------------------------------------------- |
| Кількість дошкільних закладів, одиниць                    | 8                                              | 8                                              | 8                                              | 8                                              |
| Кількість дітей у дошкільних закладах, осіб               | 1326                                           | 1418                                           | 1757                                           | 2010                                           |
| Кількість загальноосвітніх навчальних закладів, одиниць   | 14 денних, 1 вечірня                           | 14 денних, 1 вечірня                           | 13 денних, 1 вечірня                           | 12 денних, 1 вечірня                           |
| Кількість учнів у загальноосвітніх закладах, осіб         | 4329 денні, 116 вечірні                        | 4194 денні, 119 вечірні                        | 4087 денні, 112 вечірні                        | 4087 денні, 112 вечірні                        |
| Кількість вчителів у загальноосвітніх навчальних закладах | 384                                            | 371                                            | 344                                            | 342                                            |

## Культура
У клубі «Дніпро» (колишній кінотеатр) працюють аматорські колективи різних напрямків. Створена асоціація майстрів народно-прикладного мистецтва різних жанрів. На базі клубу працює народний театр «ВІЗ і Ко» (під керівництвом Заслуженого працівника культури України Валентини Зозулі).
29 квітня 1969 року в місті Марганець відчинив свої двері марганчанам та гостям міста Марганецький міський історико-краєзнавчий музей. З червня 1971 р. він має звання «Народний». Розташований музей на першому поверсі житлового будинку в центрі міста за адресою: вул. Єдності (колишня — Радянська), 76. Займає площу — 194 м².
Зібрання музею налічує близько 6000 одиниць збереження з історії, археології, етнографії, природи краю, про початок видобутку руди у Марганці. Це археологічні, побутові (етнографічні) речі, матеріали, пов'язані з гірничо-збагачувальним комбінатом, Героями Соціалістичної Праці, Героями Радянського Союзу, а також речі багатьох марганчан, що брали участь у Великій Вітчизняній війні та відбудові міста. В музеї зберігаються особисті речі Героя Радянського Союзу Кисиленка Петра Євдокимовича і фотографії Героя Радянського Союзу Фокіна Андрія Петровича. Музей зберігає документи і матеріали, пов'язані з періодом окупації населення в роки Другої світової війни (гроші, фото, аусвайси, особисті речі партизан), предмети по геології і палеонтології, шахтарського життя 1930—1950-х років.
Відкриті постійно діючі експозиції «Геологія і палеонтологія Придніпров'я» та «Марганець і марганчани у Другій світовій війні». Музей проводить велику роботу з охорони, дослідженню і популяризації знань про пам'ятники історії, археології і архітектури.
У складі відділу культури плідно працюють чотири бібліотеки, які об'єднані в єдину бібліотечну мережу — комунальний заклад «Публічна бібліотека» Марганецької міської громади Нікопольського району Дніпропетровської області. До її складу входять: Центральна міська бібліотека, бібліотека-філія № 1 (дитяча), бібліотека-філія № 2 (с. Городище) та сільська бібліотека-філія № 2 (с. Новокиївка).
Бібліотеки виконують свою місію — забезпечувати кожній людині вільний доступ до інформації і знань. Головними функціями бібліотек сьогодні є інформаційна та освітня. Бібліотекарі популяризують читання в громаді, працюють з патріотичного, етичного і естетичного виховання марганчан, профорієнтації молоді, навчають комп'ютерній грамотності всіх бажаючих. Розвивають інтерактивні форми читання. На базі бібліотек ЦБС працюють клуби за інтересами. Бібліотеки беруть участь в проведенні міських свят.
У центральній бібліотеці працює пункт європейської інформації «Все про Європу», Центр вільного доступу до інтернету, клуби за інтересами: «Правовий захист», «Магія творчості», для дівчат-старшокласниць «Школа жіночої чарівності. В артгалереї на постійній основі експонуються картини багатьох місцевих художників. На базі центральної бібліотеки діє Марганецьке міське літературне об'єднання «Віра», яке об'єднує марганецьких поетів, прозаїків, краєзнавців, дослідників, художників, журналістів, громадських діячів та різних творчих ініціативних марганчан. Місцевим письменникам допомагають готувати книги до друку.
Марганецька бібліотека-філія № 1 обслуговує дітей та керівників дитячого читання. На відвідувачів завжди чекають яскраві виставки-інсталяції. А бібліотекарі радо запропонують підбірки найкращої літератури для дітей на будь-які смаки і вподобання. Тож під час карантину маленькі читачі залюбки відвідують бібліотеку. Онлайн, використовуючи блог бібліотеки для дітей та сторінку в Facebook, бібліотека пропонує для дітей корисні відеоматеріали, мультфільми. В ній відкрита вітальня поета Григорія Бідняка, інтернет-зала «Розумна павутинка». Маленькі користувачі залюбки відвідують клуб з природознавства та екології «Світ-дивосвіт» та читацьке об’єднання «Книжковий садок».
Бібліотека-філія № 2 обслуговує користувачів мікрорайонів Городище та Максимівка. Головний напрям роботи – краєзнавство. Тут можна побачити виставки автентичних старовинних вишивок, старовинні речі домашнього вжитку, твори місцевих авторів, рідкісні історичні довідки тощо. Бібліотека-філія № 2 співпрацює зі школами № 5 та № 7, а також настоятелем Свято-Троїцького храму.
Сільська бібліотека-філія №3 обслуговує мешканців сіл Новокиївка, Добра Надія, а також Вільне, Новокам'янка, Іллінка. В селі Добра Надія працює пункт видачі літератури від сільської бібліотеки-філії № 3. Діяльність бібліотеки різнобічна та спрямована усіма засобами на задоволення потреб мешканців сіл. Є важливим культурним та інформаційним осередком сільської місцевості.

## Релігія
У місті Марганець знаходяться наступні сакральні споруди релігійних громад:
- Храм Святих первоверховних апостолів Петра і Павла Православна Церква України (вул. Івана Сірка, 32)[15];
- Свято-Духівський храм (вул. Рубінова, 2-А);
- Свято-Троїцька церква (вул. Горіхова, 11-А);
- Храм Преображення Господнього (парк РРЗ);
- Храм Воскресіння Словущого (вул. Промислова, 2-А);
- Християнська церква «Добра Вість» (вул. Промислова, 1);
- Церква «Нове Покоління» (вул. Єдності, 37);
- Церква Адвентистів сьомого дня (вул. Незалежності, 7);
- Церква Ісуса Христа (вул. Щербини, 17);
- Зал Царства свідків Єгови (пров. Зелений, 2);
- Церква ЄХБ (вул. Центральна, 35).

## Спорт
Для підготовки спортсменів у місті працюють дві дитячо-юнацькі спортивні школи — плавальний басейн і спортивний клуб «Надія». Фізичне виховання та фізкультурно-оздоровча робота проводиться в дошкільних закладах та загальноосвітніх середніх школах. Проводяться змагання, спортивні свята, спартакіади серед дітей.
У місті Марганці кількість охоплених всіма видами фізкультурно-оздоровчої та спортивної роботи у 2009 році складало 6219 осіб, що становить 12,4 % до загальної кількості населення міста. У 2010 році цей показник збільшився (7013 осіб, або 14,11 % до загальної кількості населення міста).

## Місто-партнер
Ковель, Україна (2025)

## Видатні особистості

Могила Андрія Фокіна

- Антоненко Анатолій Олексійович — відомий марганецький поет, голова Марганецького міського літературного об'єднання «Віра» (колишня Марганецька поетична студія «Боян»), талановитий стоматолог, Почесний громадянин міста Марганець.
- Байбурін Равіль Мубаракович — історик-краєзнавець, дослідник історії марганецького краю, автор багатьох історичних праць.
- Бідняк Григорій Прокопович — український письменник, Почесний громадянин міста Марганець.
- Войтенко Петро Михайлович — автор пам'ятних знаків в м. Марганці, Почесний громадянин міста Марганець.
- Дорошенко Марина Олегівна (1981—2014) — українська баскетболістка.
- Зенін Кирило Андрійович (2002—2024) — український військовослужбовець, учасник російсько-української війни.
- Каїрський Микола Миколайович — Герой Радянського Союзу.
- Киселенко Петро Євдокимович — Герой Радянського Союзу.
- Козловська Марина Петрівна (нар. 1984) — українська мистецтвознавець.
- Лопатюк Любов Василівна — відома марганецька поетеса.
- Мельник Анатолій Анатолійович — марганецький поет, член Марганецького міського літературного об'єднання «Віра» (колишня Марганецька поетична студія «Боян»).
- Пугач Володимир Харлантійович — відомий марганецький поет, меценат всіх книг марганецьких авторів, член Марганецького міського літературного об'єднання «Віра» (колишня Марганецька поетична студія «Боян»).
- Салгаєв Олексій — ландшафтно-парковий скульптор.
- Сотніков Володимир Петрович (1904—1965) — начальник тресту «Нікополь-Марганець» у 1944—1955 роках. Один з тих, хто будував місто після війни.
- Стародуб Андрій Вікторович (1984—2015) — старший солдат Збройних сил України, учасник російсько-української війни.
- Стонога Костянтин Сергійович (1975—2024) — солдат Збройних сил України, учасник російсько-української війни.
- Федоренко Дмитро Тимофійович (1933—2009) — фольклорист, письменник, кандидат педагогічних наук, доцент, відмінник народної освіти України.
- Фокін Андрій Петрович — Герой Радянського Союзу.
- Хвостик Віра Павлівна — відома марганецька письменниця, член Національної спілки журналістів України, колишній редактор громадсько-політичної газети «Марганчанка», редактор багатьох книг марганецьких авторів.
- Шавкун Владислав Андрійович (2003—2024) — солдат Збройних сил України, учасник російсько-української війни

## Поезія
Твої шахти,
Заводи, кар'єри
У світанні
Звелись голубім.
Я люблю твої
Парки і сквери.
Місто Марганець -
Рідний мій дім. (Григорій Бідняк)
Мов у краю зеленого життя ми,
Де творять щастя руки золоті.
Оточений садами і копрами,
Підвівся Марганець, змужнілий у труді. (Володимир Сосюра)